# Tegan Nox
 (juin 2021).
Steffanie Rhiannon Newell  (née le 15 novembre 1994 à Bargoed) est une catcheuse (lutteuse professionnelle) galloise. Elle est connue pour son travail à la World Wrestling Entertainment, sous le nom de Tegan Nox. 
Elle luttait auparavant sur le circuit indépendant britannique, sous le nom de ring Nixon Newell, notamment pour des promotions telles que Attack! Pro Wrestling, Progress Wrestling et Fight Club: Pro.

## Jeunesse
Steffanie Rhiannon Newell joue au sein d'une équipe de football au Pays de Galles. Elle s'avère être assez douée puisqu'elle a été convoqué dans la sélection galloise dans les équipes de jeunes. Cependant, une blessure au genou l'empêche de retrouver le haut niveau chez les jeunes.
Peu de temps après avoir quitté le football, elle trouve une école de lutte professionnelle à Port Talbot et commence à s'entraîner avec Dave Stewart et "Wild Boar" Mike Hitchman. Elle dit que l'encouragement de son défunt grand-père à poursuivre une carrière dans la lutte professionnelle était sa principale inspiration. En dehors du football, elle a joué au netball et au tag rugby. En dépit d'avoir jouer au football pendant la majorité de sa jeunesse, Newell a grandi en tant que fan de lutte professionnelle après avoir été initiée à l'âge de cinq ans et cite Molly Holly comme sa lutteuse préférée et son adversaire de rêve.

## Carrière dans le catch

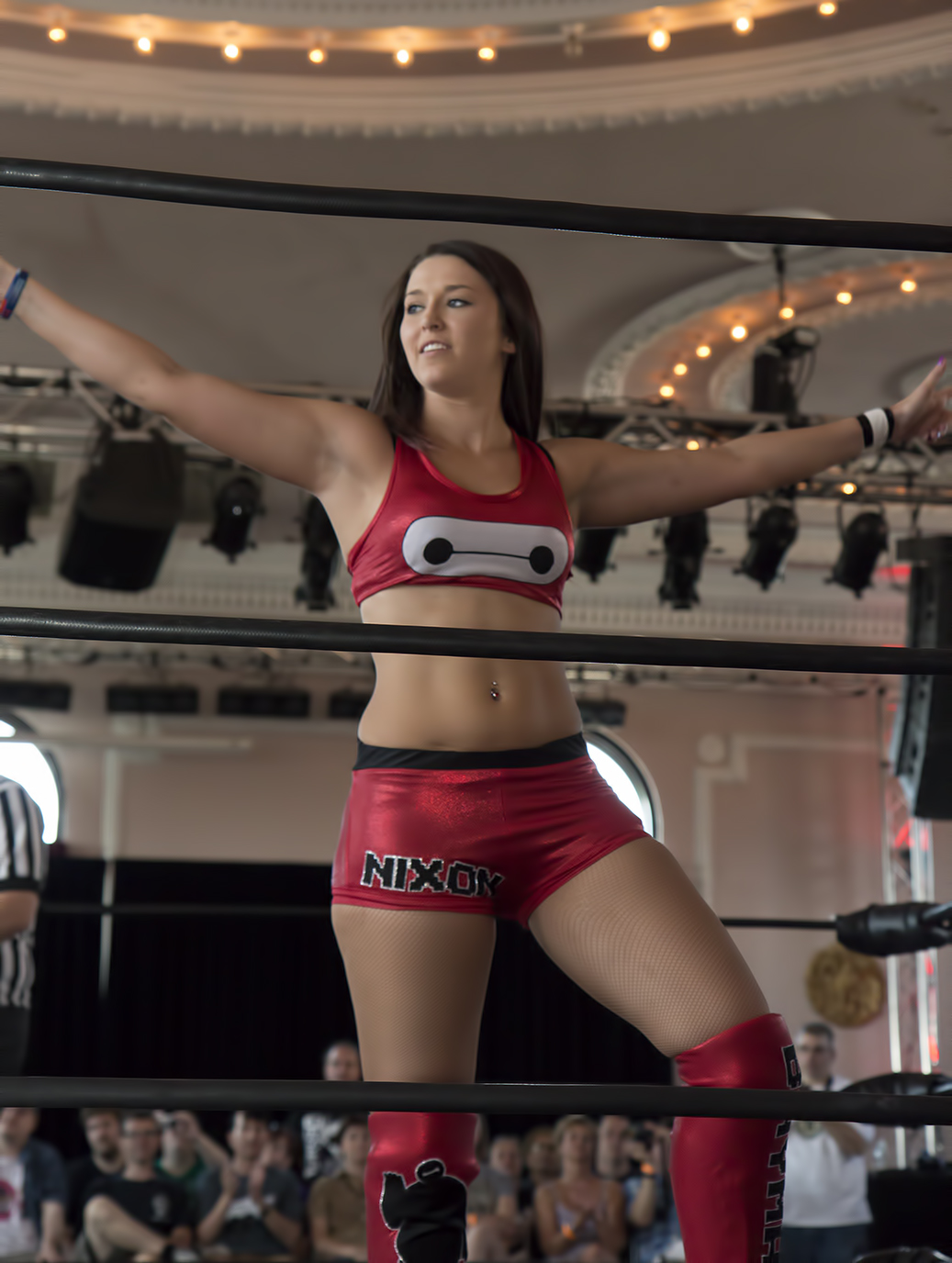
Tegan Nox fêtant sa victoire à l'issue d'un match de catch

### Attack! Pro Wrestling (2013-2017)
Newell fait ses débuts à l'Attack! Pro Wrestling en juillet 2014, en combattant à trois reprises durant le même show. Tout d'abord, elle vainc Lana Austin et plus tard dans la soirée, elle fait équipe avec Austin pour vaincre Mark Andrews et Pete Dunne pour remporter l'Attack! Pro Wrestling! 24/7 Championship pour la deuxième fois de sa carrière. Plus tard dans la soirée, Newell et Austin perdent le championnat face à Mike Bird lors d'un match handicap.
Newell commence son personnage de Luchadora The Explorer le 24 janvier 2015, en faisant équipe avec Brookes dans un match qu’elles perdent contre The Anti-Fun Police (Damian Dunne et Ryan Smile). Elle a de nouveau concouru sous le nom de Luchadora le 14 février, remportant le Valentine's Invitational Scramble match. En janvier 2016, Newell s'aligne avec Mark Andrews, formant l'équipe extrêmement populaire connue sous le nom de "Bayside High". Lors de leur premier match en équipe, Newell et Andrews battent #CCK (Brookes et Kid Lykos). Deux jours plus tard, le 3 avril, Bayside High devient les nouveaux Attack: Pro! Tag Team Champions, en battant #CCK. Le duo conserve les titres jusqu'en août, date à laquelle ils les ont perdus contre CCK dans un TLC match.
Fin 2016, Newell devient une méchante, abandonnant Bayside High et s'alignant a Pete Dunne. Dans leur premier match ensemble, Dunne et Newell (habillés respectivement comme les itérations de Suicide Squad, The Joker et Harley Quinn) battent Martin Kirby et El Ligero (habillés respectivement comme Kevin Owens et El Generico). 

### Fight Club Pro (2015-2017)
Nixon Newell a été la première femme à lutter à la promotion basée à Wolverhampton, Fight Club: Pro en 2015, où elle participe à un match à 4 dans le tournoi de l'infini contre Chris Brookes, Dan Moloney et Eddie Dennis. 
En raison du départ de Newell à la WWE, la Fight Club: Pro lui rend hommage avec un spectacle nommé «première femme de Fight Club» où Nixon demande à affronter Candice LeRae. Le match se termine après que Newell ai effectuer le Shiniest Wizard sur LeRae.
Le dernier match à la FCP de Newell a eu lieu lors du Dream Tag Team Invitational (Nuit 1) où elle été  une participante surprise dans un match à 6.

### Progress Wrestling (2016)
Newell débute à la Progress Wrestling le 28 août 2016, battant Alex Windsor. Le 27 novembre, elle participe au tournoi Natural Progression Series IV (un tournoi à élimination unique pour couronner la toute première championne féminine de la Progress), où elle bat Katey Harvey au premier tour.

### SHIMMER Women Athletes (2016)
Newell fait ses débuts pour la promotion féminine américaine Shimmer Women Athletes lors de volume 81, perdant d'abord contre Veda Scott, puis contre Nicole Matthews le lendemain lors de volume 82. Lors de volume 84, Newel remporte sa première victoire à la Shimmer, battant Scott.

### What Culture Pro Wrestling (2016–2017)
Newell fait ses débuts pour la What Culture Pro Wrestling (WCPW) le 27 juillet lors de Loaded #5, en  battant Bea Priestley, mais ai battu par Priestley le jour suivant. Le 24 août, Newell et Priestley se sont de nouveau affrontés une fois de plus, cette fois lors d'un dernier match féminin pour couronner la toute première championne féminine de la WCPW, remportée par Newell. Le 13 février 2017, Newell perd le Championnat féminin de la WCPW face à Bea Priestley dans un match sans disqualification.

### World Wonder Ring Stardom (2017)
En janvier 2017, Newell entame sa première tournée au Japon, avec les lutteuses de la promotion féminine Stardom. Lors de son premier match de la tournée, elle et Kay Lee Ray battent Oedo Tai (Kris Wolf et Viper). Le 29 janvier, Newell défie Hojo pour le Wonder of Stardom Championship, perdant après une descente du coude de Hojo.

### WWE (2017–2021)

#### NXT (2018-2020)
En avril 2017, il est signalé que Newell a signé un contrat avec la WWE.
Il est reporté que Newell sera remplacée dans le Mae Young Classic, en raison d'une déchirure des LCA, avant même que le tournoi ne commence. Newell revient sur le ring le 13 avril 2018, lors d'un live event de NXT, où elle s'associe à Dakota Kai dans un match par équipe pour vaincre Reina González et Vanessa Borne. Après avoir été annoncé comme une concurrente pour le Mae Young Classic 2018, Newell entre dans le tournoi le 8 août, sous le nom de ring Tegan Nox, battant Zatara. Nox revient le lendemain, battant Nicole Matthews au deuxième tour, avant de subir une autre blessure au genou lors de son match de quart de finale contre Rhea Ripley. Après la première du match sur le WWE Network, Nox a posté sur Twitter qu'elle avait subi de nombreuses blessures pendant le match, notamment: un ligament croisé antérieur déchiré, un ligament collatéral médial, un ligament collatéral latéral, un ménisque et une luxation rotulienne.
Le 25 juin 2019, Nox fait son retour dans le ring lors d'un live event de NXT à Orlando, en Floride. Le 11 septembre 2019, Nox fait ses débuts à NXT UK lorsqu'elle bat Shax. Par la suite, Nox commence une rivalité avec la championne féminine de NXT UK Kay Lee Ray, résultant en un match championnat entre les deux lors de l'épisode du 2 octobre de NXTUK, où Nox a échoue. Le 16 octobre, Nox retourne à NXT, battant Taynara. Par la suite, Nox commence à faire équipe avec son amie de longue date Dakota Kai, les deux battent Jessamyn Duke et Marina Shafir pour devenir les prétendantes numéro un au championnat par équipe féminin de la WWE lors de l'épisode du 23 octobre de NXT. Nox et Kai perdent le match contre Asuka et Kairi Sane lors de l'épisode du 30 octobre de NXT. Deux jours plus tard à SmackDown, Nox et Ripley été deux des nombreux lutteurs NXT à envahir le show, défiant Mandy Rose et Sonya Deville à un match par équipe, dont Nox et Ripley sont sortis vainqueurs. Plus tard dans la soirée, Nox rejoint Triple H et le reste du roster de NXT alors qu'ils déclare la guerre à Raw et à SmackDown, et juraient de gagner la guerre des brand au Survivor ,. Nox est choisie par Ripley pour rejoindre son équipe dans le cadre du WarGames match à NXT TakeOver: WarGames. Lors de l'événement le 23 novembre, l'équipe de Ripley gagne, mais Nox ne participe pas au match après avoir été attaqué par Kai, sa coéquipière. Lors de NXT TakeOver: Portland, elle perd contre Dakota Kai dans le tout premier NXT Women Street Fight Match après une intervention de Raquel Gonzales.

#### Rivalité avec Dakota Kai et blessure (2020)
Le 23 novembre à NXT TakeOver: WarGames, Rhea Ripley, Candice LeRae, Dakota Kai et elle battent Shayna Baszler, Bianca Belair, Io Shirai et Kay Lee Ray dans le tout premier WarGames match féminin. Mais après le combat, la Néo-Zélandaise effectue un Heel Turn en l'attaquant.
Le 26 janvier 2020 au Royal Rumble, elle entre dans le Royal Rumble match féminin en 28e position, mais se fait éliminer par Shayna Baszler. Le 16 février à NXT TakeOver: Portland, elle perd face à Dakota Kai dans un Street Fight match, à la suite d'une intervention extérieure de Raquel González à son encontre.
Le 7 juin à NXT TakeOver: In Your House, Mia Yim, Shotzi Blackheart et elle battent Candice LeRae, Dakota Kai et Raquel González dans un 6-Woman Tag Team match.
Le 30 septembre, elle souffre d'une rupture du ligament croisé antérieur et va devoir s'absenter pendant 10 mois.

#### Retour de blessure, débuts àSmackDown, Draft àRawet renvoi (2021)
Le 6 juillet 2021 à NXT: The Great American Bash, elle effectue son retour de blessure,  après 10 mois d'absence, et intervient dans le match entre Zoey Stark, Io Shirai, Candice LeRae et Indi Hartwell en attaquant les secondes, permettant aux premières de gagner le combat et les titres féminins par équipe de la NXT.  Trois soirs plus tard à SmackDown, Shotzi et elle effectuent leurs débuts, dans le show bleu, en battant Natalya et Tamina. 
Le 4 octobre à Raw, lors du Draft, elle est annoncée être officiellement transférée au show rouge par Adam Pearce. Le 18 novembre, elle est renvoyée par la compagnie.

### Retour à la World Wrestling Entertainment (2022-2024)
Le 2 décembre 2022 à SmackDown, elle effectue son retour à la World Wrestling Entertainment, un an et un mois après son renvoi, et s'allie avec Liv Morgan en l'aidant à se débarrasser de Damage CTRL (Bayley, Dakota Kai et IYO SKY).
Le 28 janvier 2023 au Royal Rumble, elle entre dans le Royal Ruble match féminin en 16e position, mais se fait éliminer par Asuka.
Le 1er mai à Raw Talk, lors du Draft, elle est annoncée être officiellement transférée au show rouge.
Le 1er novembre 2024, elle est licenciée par la compagnie.

## Vie privée
Le 10 juillet 2020 Nox révèle être en couple avec une femme nommée Sierra St. Pierre.

## Palmarès
- Attack! Pro Wrestling
  - Attack! 24/7 Championship (3 fois) − seule (2 fois), avec Lana Austin (1 fois)[50]
  - Attack! Tag Team Championship (1 fois) – avec Mark Andrews[50]
- British Empire Wrestling
  - British Empire Woman's Championship (1 fois)[50]
- DDT Pro-Wrestling
  - Ironman Heavymetalweight Championship (2 fois)
- Southside Wrestling Entertainment
  - SWE Tag Team Championship (1 fois) − avec PJ Black
  - Queen of Southside Championship (1 fois)[50]
- What Culture Pro Wrestling
  - WCPW Women's Championship (1 fois, inaugural)[50]

## Récompenses des magazines
- Pro Wrestling Illustrated

| Année | 2020 | 2021 à 2023 | 2024 |
| ----- | ---- | ----------- | ---- |
| Rang  | 26   | Non classée | 178  |